# Ali Majrashi
Ali Hassan Majrashi (in arabo علي حسن مجرشي‎?; 1º ottobre 1999) è un calciatore saudita, difensore dell'Al-Ahli e della nazionale saudita.

## Carriera

### Nazionale
Nel 2021 è stato convocato con la nazionale saudita per la Coppa araba, in cui è stato eliminato al termine della fase a gironi.
Nel 2025 ha partecipato alla CONCACAF Gold Cup.

## Statistiche

### Presenze e reti nei club
Statistiche aggiornate al 30 aprile 2025.
| Stagione         | Squadra          | Campionato       | Campionato | Campionato | Coppe nazionali | Coppe nazionali | Coppe nazionali | Coppe continentali | Coppe continentali | Coppe continentali | Altre coppe | Altre coppe | Altre coppe | Totale | Totale |
| Stagione         | Squadra          | Comp             | Pres       | Reti       | Comp            | Pres            | Reti            | Comp               | Pres               | Reti               | Comp        | Pres        | Reti        | Pres   | Reti   |
| ---------------- | ---------------- | ---------------- | ---------- | ---------- | --------------- | --------------- | --------------- | ------------------ | ------------------ | ------------------ | ----------- | ----------- | ----------- | ------ | ------ |
| gen.-giu. 2018   | Al-Shabab        | SPL              | 6          | 1          | KCC             | 2               | 0               | -                  | -                  | -                  | -           | -           | -           | 8      | 1      |
| 2018-2019        | Al-Shabab        | SPL              | 1          | 0          | KCC             | 0               | 0               | -                  | -                  | -                  | -           | -           | -           | 1      | 0      |
| 2020-gen. 2021   | Al-Shabab        | SPL              | 5          | 0          | KCC             | 1               | 0               | -                  | -                  | -                  | -           | -           | -           | 6      | 0      |
| gen.-giu. 2021   | Al-Faisaly       | SPL              | 11         | 0          | KCC             | 3               | 0               | -                  | -                  | -                  | -           | -           | -           | 14     | 0      |
| 2021-gen. 2022   | Al-Shabab        | SPL              | 13         | 0          | KCC             | 1               | 0               | -                  | -                  | -                  | -           | -           | -           | 14     | 0      |
| Totale Al-Shabab | Totale Al-Shabab | Totale Al-Shabab | 25         | 1          |                 | 4               | 0               |                    | -                  | -                  |             | -           | -           | 29     | 1      |
| gen.-giu. 2022   | Al-Ahli          | SPL              | 11         | 0          | KCC             | 1               | 0               | -                  | -                  | -                  | -           | -           | -           | 12     | 0      |
| 2022-2023        | Al-Ahli          | PD               | 20         | 0          | -               | -               | -               | -                  | -                  | -                  | -           | -           | -           | 20     | 0      |
| 2023-2024        | Al-Ahli          | SPL              | 21         | 1          | KC              | 1               | 0               | -                  | -                  | -                  | -           | -           | -           | 22     | 1      |
| 2024-2025        | Al-Ahli          | SPL              | 24         | 0          | KC              | 1               | 0               | ACL                | 11                 | 0                  | SS          | 1           | 0           | 37     | 0      |
| Totale Al-Ahli   | Totale Al-Ahli   | Totale Al-Ahli   | 76         | 1          |                 | 3               | 0               |                    | 11                 | 0                  |             | 1           | 0           | 91     | 1      |
| Totale carriera  | Totale carriera  | Totale carriera  | 112        | 2          |                 | 10              | 0               |                    | 11                 | 0                  |             | 1           | 0           | 134    | 2      |

### Cronologia presenze e reti in nazionale
| Cronologia completa delle presenze e delle reti in nazionale ― Arabia Saudita | Cronologia completa delle presenze e delle reti in nazionale ― Arabia Saudita | Cronologia completa delle presenze e delle reti in nazionale ― Arabia Saudita | Cronologia completa delle presenze e delle reti in nazionale ― Arabia Saudita | Cronologia completa delle presenze e delle reti in nazionale ― Arabia Saudita | Cronologia completa delle presenze e delle reti in nazionale ― Arabia Saudita | Cronologia completa delle presenze e delle reti in nazionale ― Arabia Saudita | Cronologia completa delle presenze e delle reti in nazionale ― Arabia Saudita |
| Data                                                                          | Città                                                                         | In casa                                                                       | Risultato                                                                     | Ospiti                                                                        | Competizione                                                                  | Reti                                                                          | Note                                                                          |
| ----------------------------------------------------------------------------- | ----------------------------------------------------------------------------- | ----------------------------------------------------------------------------- | ----------------------------------------------------------------------------- | ----------------------------------------------------------------------------- | ----------------------------------------------------------------------------- | ----------------------------------------------------------------------------- | ----------------------------------------------------------------------------- |
| 1-12-2021                                                                     | Al Rayyan                                                                     | Arabia Saudita                                                                | 0 – 1                                                                         | Giordania                                                                     | Coppa araba FIFA 2021 - 1º turno                                              | -                                                                             | 81’                                                                           |
| 4-12-2021                                                                     | Al Rayyan                                                                     | Palestina                                                                     | 1 – 1                                                                         | Arabia Saudita                                                                | Coppa araba FIFA 2021 - 1º turno                                              | -                                                                             | 46’                                                                           |
| 7-12-2021                                                                     | Doha                                                                          | Marocco                                                                       | 1 – 0                                                                         | Arabia Saudita                                                                | Coppa araba FIFA 2021 - 1º turno                                              | -                                                                             | 53’, 79’                                                                      |
| 25-3-2025                                                                     | Saitama                                                                       | Giappone                                                                      | 0 – 0                                                                         | Arabia Saudita                                                                | Qual. Mondiali 2026                                                           | -                                                                             | 46’                                                                           |
| 5-6-2025                                                                      | Riffa                                                                         | Bahrein                                                                       | 0 – 2                                                                         | Arabia Saudita                                                                | Qual. Mondiali 2026                                                           | -                                                                             |                                                                               |
| 19-6-2025                                                                     | Austin                                                                        | Arabia Saudita                                                                | 0 – 1                                                                         | Stati Uniti                                                                   | Gold Cup 2025 - 1º turno                                                      | -                                                                             |                                                                               |
| 22-6-2025                                                                     | Paradise                                                                      | Arabia Saudita                                                                | 1 – 1                                                                         | Trinidad e Tobago                                                             | Gold Cup 2025 - 1º turno                                                      | -                                                                             | 75’                                                                           |
| 28-6-2025                                                                     | Glendale                                                                      | Messico                                                                       | 2 – 0                                                                         | Arabia Saudita                                                                | Gold Cup 2025 - Quarti di finale                                              | -                                                                             | 45+8’ 69’                                                                     |
| Totale                                                                        |                                                                               | Presenze                                                                      | 8                                                                             |                                                                               | Reti                                                                          | 0                                                                             |                                                                               |

## Palmarès

### Club

#### Competizioni nazionali
- Campionato saudita di seconda divisione: 1

Al-Ahli: 2022-2023
- Coppa del Re dei Campioni: 1

Al-Faisaly: 2020-2021

#### Competizioni internazionali
- AFC Champions League: 1

Al-Ahli: 2024-2025